# Liste der Luftangriffe auf Hanau im Zweiten Weltkrieg
Diese Liste führt die Luftangriffe auf Hanau auf, die während des Zweiten Weltkriegs stattfanden. Sie wurden von der Royal Air Force (RAF) und den United States Army Air Forces (USAAF) durchgeführt.
| Datum                  | Angreifer | Ziel                                             | Status | Opfer / Schäden | Bemerkung                                                                                   |
| ---------------------- | --------- | ------------------------------------------------ | --- | --- | ------------------------------------------------------------------------------------------- |
| 1. Juli 1940           | RAF       | Hanau                                            | Luftangriff: 0:06–2:16 Uhr | | [ 1 ]                                                                                       |
| 25. August 1940        | RAF       | Industriegebiet                                  | Luftangriff: 0:37–1:28Uhr | | [ 1 ]                                                                                       |
| 28./29. September 1940 | RAF       | Innenstadt                                       | Luftangriff: 22:57–4:30 Uhr | | [ 1 ]                                                                                       |
| 8./9. Oktober 1940     | RAF       | Innenstadt                                       | Luftangriff: 22:56–1:03 Uhr | | [ 1 ]                                                                                       |
| 11. November 1940      | RAF       | Westbahnhof                                      | Luftangriff: 2:41–3:42 Uhr | Blindgänger | [ 1 ]                                                                                       |
| 10. Mai 1941           | RAF       | nördliches Stadtgebiet                           | Luftangriff: 0:30–2:35 Uhr | | [ 1 ]                                                                                       |
| 24. Juli 1941          | RAF       | Adolf-Hitler-Straße                              | Luftangriff: 0:54–2:37 Uhr | 1 Bombe | [ 1 ]                                                                                       |
| 6. August 1941         | RAF       | östliches Stadtgebiet, Wolfgang                  | Luftangriff: Uhr | | [ 1 ]                                                                                       |
| 23. August 1941        | RAF       | Innenstadt                                       | Luftangriff: 0:06–4:13 Uhr | | [ 1 ]                                                                                       |
| 29./30. August 1941    | RAF       | Innenstadt                                       | Luftangriff: 23:44–3:15 Uhr | | [ 1 ]                                                                                       |
| 12./13. September 1941 | RAF       | westlich Hanau-Kesselstadt                       | Luftangriff: 23:05–4:31 Uhr | | [ 1 ]                                                                                       |
| 24./25. Oktober 1941   | RAF       | Innenstadt                                       | Luftangriff: 22:21–00:45 Uhr | | [ 1 ]                                                                                       |
| 1./2. April 1942       | RAF       | Hauptbahnhof, Freigerichtviertel                 | Luftangriff: 23:20–4:10 Uhr | | [ 1 ]                                                                                       |
| 8./9. September 1942   | RAF       | Frankfurter Landstraße                           | Luftangriff: 23:50–2:30 Uhr | | [ 1 ]                                                                                       |
| 4. Oktober 1943        | USAAF     | Dunlop                                           | Luftangriff: 10:44 – 12:13 Uhr | | [ 1 ]                                                                                       |
| 26. November 1943      | RAF       | Hanau                                            | Luftangriff: 2:04–3:46 Uhr | | [ 1 ]                                                                                       |
| 4. Februar 1944        | USAAF     | Hanau und Mittelbuchen                           | Luftangriff: 11:35–12:56 Uhr | | [ 1 ]                                                                                       |
| 2. März 1944           | USAAF     | Frankfurt und Offenbach                          | Alarm 11:45–13:45 Uhr | keine | [ 2 ]                                                                                       |
| 18. März 1944          | RAF       | Freigerichtviertel                               | Luftangriff: 21:00–23:15 Uhr | | [ 1 ]                                                                                       |
| 25. September 1944     | USAAF     | Hanau                                            | Luftangriff, Alarm 10:40–14:22 Uhr | 133 Tote, Sachschäden insbesondere in Hanau-Lamboy, dem Oberbau-Materiallager dort und der Innenstadt | Außerhalb der Bebauung: 476 Sprengtrichter.                                                 |
| 5./6. Oktober 1944     | RAF       | Innenstadt                                       | Luftangriff: 22:01–0:17 Uhr | | [ 1 ]                                                                                       |
| 5. November 1944       | USAAF     | Hanau Hauptbahnhof, Wolfgang                     | Luftangriff, Alarm 10:53–13:24 Uhr | 5 Tote, Sachschaden | [ 4 ]                                                                                       |
| 10. November 1944      | USAAF     | Hanau Hauptbahnhof, Wolfgang, Wilhelmsbad        | Luftangriff, Alarm 12:42–13:05 Uhr: 2250 Mehrzweckbomben – mehr als 100 Tonnen                                                                      | neun Lokomotiven, 15 Güterwagen und ein Lokomotivschuppen zerstört | [ 5 ]                                                                                       |
| 2./3. Dezember 1944    |           | Hanau, Innenstadt                                | mehrfach Alarm in der Nacht | keine | [ 6 ]                                                                                       |
| 3. Dezember 1944       | RAF       | Mainhafen Hanau                                  | Luftangriff, Alarm 8:38–9.49 Uhr | | [ 6 ]                                                                                       |
| 4. Dezember 1944       | USAAF     | Eisenbahnanlagen im Hanauer Raum                 | Luftangriff, Tieffliegerangriffe | keine Angaben | [ 6 ]                                                                                       |
| 7. Dezember 1944       | RAF       | Hanau                                            | Luftangriff: 0:30–1:00 Uhr | | [ 1 ]                                                                                       |
| 7. Dezember 1944       | RAF       | Hanau                                            | Luftangriff: 18:59–19:23 Uhr: Abwurf von 5 Luftminen                                                                                                | die römisch-katholische Kirche Mariae Namen wird zerstört | [ 7 ]                                                                                       |
| 11. Dezember 1944      | USAAF     | Hanau Hauptbahnhof                               | Alarm: 11:09–13:13 Uhr, Luftangriff: 11:45–12:07 Uhr                                                                                                | 22 Tote | wegen schlechter Sicht streuten die 4768 Bomben auch auf andere Teile von Hanau             |
| 12. Dezember 1944      | USAAF     | Hanau Hauptbahnhof, Industrieanlagen, Innenstadt | Alarm: ab 10:58, Luftangriff: 11:55–12:15 Uhr | 145 Tote, darunter 18 Zwangsarbeiter, Wohngebiete, Hauptbahnhof, Dunlop, Heraeus, Gaswerk, die römisch-katholische St. Josef–Kirche, die evangelische Christuskirche und das Gustav–Adolf–Krankenhaus (heute: Martin–Luther–Stift) schwer beschädigt | [ 9 ]                                                                                       |
| 17. Dezember 1944      | RAF       | Hanau, Innenstadt                                | Luftangriff: 19:04–19:27 Uhr | 41 Tote | [ 10 ]                                                                                      |
| 1. Januar 1945         | RAF       | Hanau                                            | „Scheinangriff“ zur Ablenkung von Jagdflugzeugen vom Luftangriff auf Dortmund, Alarm: 18:40–20:00 Uhr                                               | Sachschäden | [ 11 ]                                                                                      |
| 2. Januar 1945         | RAF       | Hanau                                            | Ablenkungsangriff wegen eines Angriffs auf Ludwigshafen und Nürnberg: 18:42–19:00 Uhr                                                               | keine Schäden | [ 12 ]                                                                                      |
| 5. Januar 1945         | USAAF     | Hanau, Bahn- und Industrieanlagen                | Alarm: 12:00–14:25 Uhr | 6 Tote, getroffen: Hauptbahnhof, Dunlop und weitere Industrieanlagen | [ 13 ]                                                                                      |
| 6. Januar 1945         | RAF       | Hanau, Innenstadt und Hauptbahnhof               | Alarm: 18:30 Uhr, Luftangriff: 18:50–19:27 Uhr | Altstadt von Hanau zerstört | Aufgrund der Wolkendecke traf ein erheblicher Teil der Bomben nicht die Hanauer Innenstadt. |
| 7. Januar 1945         | RAF       | Hauptbahnhof                                     | Ablenkungsangriff, Alarm: 19:45–20:45 | keine | [ 14 ]                                                                                      |
| 17. Februar 1945       | USAAF     | Bahnanlagen                                      | Angriff: 11:50–12:15 | 1 Tote, Sachschäden | 2 alliierte Bomber stürzten im Stadtgebiet ab.                                              |
| 16. März 1945          | RAF       | Hanau                                            | Ablenkungsangriff, Alarm 20:15–22:30, Angriff: 21:20–21:45                                                                                          | Sachschäden | [ 16 ]                                                                                      |
| 19. März 1945          | RAF       | Hanau                                            | Flächenbombardement; Angriff 4:24 Uhr–4:40 Uhr, 279 Flugzeuge: 1200 Tonnen, darunter 248 schwere Luftminen und 360.000 Stabbrandbomben (642 Tonnen) | ca. 2000 Tote, Totalzerstörung der Innenstadt | → Hauptartikel : Luftangriff auf Hanau am 19. März 1945                                     |